# ミゲル・デ・セルバンテス (軽巡洋艦)
ミゲル・デ・セルバンテス (Miguel de Cervantes) はスペイン海軍の軽巡洋艦。プリンシペ・アルフォンソ級。1930年就役。スペイン内戦では共和国側についた。

## 艦歴
「ミゲル・デ・セルバンテス」はHonorio Cornejo少将が主導する海軍の建艦計画の一部として1926年3月31日に王室令によって発注された。
1926年8月27日起工。1929年5月17日進水。1930年2月10日竣工。
1929年12月の海上公試では、要求より3ノット速い35ノットを発揮した。
1934年のアストゥリアス州での革命の際にはその鎮圧に参加し、同型艦の「アルミランテ・セルベラ」とともにCimadevillaに対する艦砲射撃を行ったり、戦艦「ハイメ1世」とともに兵員、軍需品のヒホンへの輸送を行った。
1936年7月17日、ジブラルタル海峡へ向かえとの命令を受領し「ミゲル・デ・セルバンテス」と「リベルタ」はフェロルを出港。反乱の知らせが届くと、指揮官らがナショナリスト側につく前に乗員は反乱を起こした。共和国側の「ミゲル・デ・セルバンテス」と「リベルタ」、「ハイメ1世」およびチュルカ級駆逐艦7隻からなる艦隊は7月20日にタンジェ国際管理地域に集結し、ジブラルタル海峡を封鎖した。艦隊は7月22日にラ・リネア・デ・ラ・コンセプションを、7月25日にセウタを砲撃した。以後、艦隊はマラガを封鎖維持のための拠点とした。9月21日に「ミゲル・デ・セルバンテス」は「ハイメ1世」、駆逐艦5隻と共にマラガを離れ、スペイン北部で包囲下にある共和国軍救出のため9月26日にジブラルタル海峡地域を放棄した。再び地中海に戻った後は、艦隊はカルタヘナを基地とした。
1936年11月22日、「ミゲル・デ・セルバンテス」はカルタヘナ沖に停泊中にイタリア潜水艦「エヴァンジェリスタ・トリチェリ」の雷撃を受けて被雷。空襲のため修理期間は1938年4月まで伸びた。カルタヘナで蜂起が発生すると、1939年3月5日に「ミゲル・デ・セルバンテス」は共和国側の海軍の大半と共に同地を離れ、3月11日にビゼルトに到着。翌日、乗組員はチュニジアでの政治亡命を求めた。船の警備のため残された少数のスペイン人以外はMeheri Zabbensの収容所へと送られた。
1949年、「ミゲル・デ・セルバンテス」はフランシスコ・フランコをリスボンまで運んだ。また、1952年5月には第35回国際聖体大会のためフランコをバルセロナへ運んだ。
「ミゲル・デ・セルバンテス」はイフニ戦争ではアフリカ沿岸へ兵員を上陸させるのに用いられた。
1964年に退役。スクラップとして売りに出され、31.680.000ペセタでJoaquín Balsalobre Pedreñoへ売却された。